# 小拜斯泰尔采
小拜斯泰尔采（匈牙利語：Kisbeszterce）是匈牙利巴兰尼亚州所辖的一个村。总面积7.47平方公里，总人口78，人口密度10.4人/平方公里（2011年1月1日）。